# José Simón Gornés Hachero
José Simón Gornés Hachero (Manresa, 25 de gener de 1967) és un historiador, arqueòleg i polític espanyol, diputat al Parlament de les Illes Balears en la IV, V, VI i VII legislatures.

## Trajectòria política
Es llicencià en Geografia i Història, especialitat en prehistòria i etnologia de la península Ibèrica, per la Universitat Complutense de Madrid. Resident a Maó, ha treballat en gestió de patrimoni històric, museologia i arqueologia de la mort. Forma part de l'equip tècnic redactor de l'expedient de la Menorca Talaiòtica com a candidata a Patrimoni Mundial davant la UNESCO. Va ser professor associat de la Universitat de les Illes Balears (UIB) entre l'any 2000 i el 2011. És membre d'ICOMOS Espanya. Va formar part del Servei de Patrimoni Històric del Consell Insular de Menorca com a arqueòleg interí entre els anys 1994-1995, 2007-2011, i 2013-2015.
Milita en el Partido Popular i fou elegit diputat a les eleccions al Parlament de les Illes Balears de 1995, 1999, 2003 i 2007. Entre 2007 i 2011 fou responsable de les àrees de Cultura i Educació del Grup Parlamentari Popular. Entre juny de 2011 i maig de 2013 va ser Conseller d'Administracions Públiques del Govern de les Illes Balears.
Després de les eleccions municipals espanyoles de 2011 fou nomenat primer tinent de batlessa de Coordinació Institucional i regidor d'Educació de l'Ajuntament de Maó. Després de les eleccions municipals espanyoles de 2015 tornà a sortir elegit com a regidor, on passà els 4 anys a l'oposició. El 2019 ja no es tornà a presentar.
A les eleccions al Consell Insular de Menorca de 2023 va formar part de la candidatura del Partit Popular de Menorca en el número 7 de la candidatura, si bé inicialment no obtindria la condició de Conseller electe, com a resultat de la renúncia abans de la presa de possessió de dos membres de la candidatura del Partit Popular, va entrar a formar part del Consell Executiu del Govern, en el càrrec de Conseller de Medi Ambient, Reserva de la Biosfera i Cooperació Local.

## Obres
- Arqueologia de la muerte y cambio social: Análisis e interpretación de la necrópolis de Calascoves, Menorca. (1996) Rev. Complutum nº 7, revista Departamento de Prehistoria. Universidad Complutense de Madrid. pgs: 91-103
- El poblamiento prehistórico de las islas Baleares. Desde los inicios al fin de la Edad del Bronce, Historia de las Baleares, vol. 1, Ed. Rey Sol S.A., Palma, 2006
- Aproximación a la metalurgia prehistórica de Menorca entre el 2000 y el 650 cal AC, Mayurqa, 2006
- GORNÉS, S.; GUAL, J.M.; LÓPEZ, A. Enciclopèdia de Menorca. Vol. IX. Història I: dels inicis del poblement a l'època talaiòtica. Maó: Obra Cultural de Menorca, 2001.
- GORNÉS HACHERO, S. Guía Arqueológica de Torralba d'en Salort. Ferreries: Arqueomenorca, 2003.
- GORNÉS HACHERO, Josep Simó.; GUAL CERDÓ, Joana Maria. “La cultura talaiòtica”. A: Enciclopèdia de Menorca. Vol. IX. Història I: dels inicis del poblament a l'època talaiòtica. p. 133-229